# Dayse Figueiredo
Dayse Cristine de Oliveira Figueiredo (João Pessoa, 27 de junho de 1984) é uma voleibolista indoor brasileira que atuando como ponteira nas categorias de base da Seleção Brasileira foi medalhista de ouro no  Campeonato Sul-Americano Infanto-juvenil de  2000 na Venezuela, duas vezes medalhista de prata nesta categoria nos Campeonatos Mundiais de Portugal em 1999 e Croácia em 2001, também foi campeã do Campeonato Sul-Americano Juvenil em 2002 e campeã do Campeonato Mundial Juvenil de 2003 na Tailândia. Pela Seleção Brasileira adulta foi semifinalista da edição dos Jogos Pan-Americanos de 2003, em 2008 no México foi medalhista de prata na Copa Pan-Americana e em 2011 conquistou a medalha de ouro nos Jogos Mundiais Militares no Brasil. Em clubes também foi medalha de ouro no Campeonato Sul-Americano de Clubes de 2014, sediado em Osasco, no Brasil e obteve o bronze no Campeonato Mundial de Clubes no mesmo ano em Zurique, na Suíça.

## Carreira
Dayse  é a filha caçula de uma família de quarto irmãos, praticamente foi educada por sua mãe, Maria Suzete, já que seu pai ,cujo nome é Ademir,   trabalhou em um  navio petroleiro da Marinha e passava maior parte do tempo longe de casa e  iniciou a praticar o voleibol  para seguir os passos de seus irmãos que praticavam a modalidade e pela estatura o técnico de sua irmã ofereceu-lhe uma bolsa e assim trilhou sua carreira desde os 12 anos de idade.
Representou a Seleção Paraibana em 1999 quando convocada para disputar o Campeonato Brasileiro de Seleções realizado em  Macaíba-RN, na categoria infanto-juvenil da 1º Divisão, no qual conquistou o título e no mesmo ano foi convocada para Seleção Brasileira para representá-la na categoria infanto-juvenil, disputando o Campeonato Mundial Infanto-Juvenil de 1999, disputado em Funchal-Portugal, no qual termina com a medalha de prata.Deixou sua terra natal em busca do sonho de  servir a Seleção Brasileira e aos 15 anos de idade migra para São Paulo  onde joga nas categorias de base da BCN/Osasco.
Dayse novamente defendeu as cores brasileiras na seleção infanto-juvenil na edição do Campeonato Sul-Americano de 2000  em Valencia-Venezuela conquistando o bicampeonato nesta competição e tal resultado qualificou o Brasil para o Campeonato Mundial de 2001 em Pula-Croácia, onde esteve também e mais uma vez ficou com o vice-campeonato.
Em 2002 voltou  a servir a seleção brasileira na categoria juvenil, conquistou o tetracampeonato no Campeonato Sul-Americano Juvenil em La Paz-Bolívia e no ano seguinte foi convocada  em preparação para o mundial da categoria.Vestindo a camisa#10 disputou o Campeonato Mundial Juvenil em Suphanburi-Tailândia e obteve a medalha de ouro, seu bicampeonato na categoria e contribuiu na campanha brasileira e apareceu em alguns fundamentos: quadragésima sexta entre as maiores pontuadoras, foi também a quadragésima quarta entre as com melhores bloqueios e foi a quadragésima sexta  entre as melhores defensoras.
No ano de 2003 foi convocada para Seleção Brasileira de Novas (Seleção B) para disputar a edição dos Jogos Pan-Americanos de Santo Domingo e na qual avançou as semifinais, mas o selecionado que fez para foi eliminado pelas anfitriãs e na disputa pelo bronze nova derrota, encerrando na quarta colocação em sua primeira participação nesta competição.Nesse mesmo ano ela defendeu o Rexona/Ades, época que repensava em retomar os estudos no Ensino Médio e seu clube buscava o tricampeonato da Superliga Brasileira A 2003-04 com apenas 19 anos foi contratada como reforço  sob o comando do técnico Hélio Griner , mas terminou com o bronze.
Na jornada esportiva seguinte transferiu-se para o São Caetano/Detur  onde conquistou o vice-campeonato dos Jogos Abertos do Interior, sediado em Barretos, ouro nos Jogos Regionais de Cotia e particpou por esta equipe nos Jogos Abertos Brasileiros no mesmo ano em Bento Gonçalves, conquistando a medalha de ouro e encerrando as competições de 2004-05 obteve a sétima posição na referente edição da Superliga Brasileira A.
Por mais duas temporadas representou o mesmo clube que utilizou a alcunha: São Caetano/Mon Bijou, por este clube obtém  a medalha de ouro nos Jogos Abertos de Botucatu 2005 e no Campeonato Paulista de 2005 conquista o bronze e finalizando a temporada avançou as semifinais da Superliga Brasileira A 2005-06 e encerrou no quarto lugar.
Na segunda temporada consecutiva pelo São Caetano/Mon Bijou  conquistou o bronze na Copa São Paulo de 2006 , disputou sua segunda participação em edições dos  Jabs , estes realizados em Nova Friburgo,  e avançou as semifinais da competição, conquistou também no mesmo ano  o ouro nos Jogos Abertos do Interior, realizados em São Bernardo do Campo, já no Campeonato Paulista  de 2006 terminou na segunda posição e na Superliga Brasileira A 2006-07 termina na quinta posição.
Dayse permanece no clube que volta utilizar nome-fantasia : São Caetano/Detur , competindo no período esportivo 2007-08, sendo vice-campeã do Campeonato Paulista de 2007 e no mesmo ano termina com a prata nos Jogos Abertos do Interior na Praia Grande e  repetindo a mesma colocação anterior na Superliga Brasileira A.
Em 2008 recebe convocação para Seleção Brasileira de Novas, para os treinamentos em preparação para edição da Copa Pan-Americana no mesmo ano e conquistou a medalha de prata na edição conquistando a medalha de prata, tal competição disputada nas cidades mexicanas de Tijuana & Mexicali.Renovou contratado com o clube do interior paulista, passou a utilizar o nome de São Caetano/Blausigel e conquistou o bronze no Campeonato Paulista de 2008 e neste ano sagra-se vice- campeã da Copa Brasil,prata nos Jogos Abertos de Piracicaba e disputou a Superliga Brasileira A 2008-09 e disputo o  bronze na competição vencendo a disputa por esta medalha.
Pelo São Caetano/Blausigel competiu por mais uma jornada esportiva conquistou o título dos Jogos Regionais de Santo André em 2009, obteve também  neste mesmo ano o título da Copa São Paulo e o ouro nos Jogos Abertos de Santa André e avançou as semifinais da Superliga Brasileira A 2009-10 encerrando com o bronze na competição consecutivamente.
Em sua última temporada pelo clube São Caetano e sagrou-se vice-campeã da Copa São Paulo em 2010 e disputou por este clube a Superliga Brasileira A 2010-11 e com sua equipe encerrou na décima colocação.
Dayse voltou a ser convocada para Seleção Brasileira de Novas em 2011 e foi integrada na equipe que representaria a Seleção Militar e por esta disputou a edição dos Jogos Mundiais Militares, estes sediados no Rio de Janeiro- Brasil e conquistou a medalha de ouro nesta competição.
Contratada pelo Banana Boat/Praia Clube disputou as competições do período esportivo 2011-12 e disputou seu primeiro Campeonato Mineiro em 2011 e conquistou o título da competição e disputou a Superliga Brasileira A referente a esta jornada e encerrou na sexta colocação nesta edição e renovou para temporada 2012-13 com o Banana Boat/Praia Clube, e disputou a Superliga Brasileira A 2012-13 e encerrou na quinta posição nesta competição.
O Sesi-SP reforça  seu plantel com  Dayse para as competições do período esportivo 2013-14 sob o comando do Talmo Oliveira, conquistando o ouro na Copa São Paulo de 2013 e o vice-campeonato paulista neste mesmo ano e disputou a Superliga Brasileira A 2013-14.
No ano de 2014  obteve a prata na Copa Brasil de 2014 , cuja competição deu-se em Maringá-Paraná e devido a este resultado  seu clube consegue a qualificação para o Campeonato Sul-Americano de Clubes de 2014, e Dayse  esteve na equipe que disputou a referida competição, esta sediada em Osasco-Brasil, e conquistou a medalha de ouro e qualificando sua equipe pela primeira vez ao Campeonato Mundial de Clubes de 2014 sediado na Zurique-Suíça e eleita a Melhor Ponteira da competição.E encerrando a temporada contribuiu para sua equipe avançar as finais da Superliga Brasileira A 2013-14, encerrando com o vice-campeonato.
Dayse embarcou para Zurique para disputar a oitava edição do Campeonato Mundial de Clubes, e está inscrita na competição pelo Sesi/SP e foi semifinalista nesta edição, conquistando a medalha de bronze. Atualmente joga no Vôlei Bauru.

## Títulos e Resultados
- 2014- Vice-campeã da Copa Brasil[51]
- 2013-14– Vice-campeã da Superliga Brasileira A[53]
- 2013- Vice-campeã do Campeonato Paulista[50]
- 2013- Campeã da Copa São Paulo[49]
- 2012-13- 5º lugar da Superliga Brasileira A[48]
- 2011-12- 6º lugar da Superliga Brasileira A[46]
- 2011-Campeã do Campeonato Mineiro[45]
- 2010-11- 10º lugar da Superliga Brasileira A[42]
- 2010- Vice-campeã da Copa São Paulo[40]
- 2009-10- 3º lugar da Superliga Brasileira A[39]
- 2009- Campeã do Jogos Abertos de Santo André[37]
- 2009- Campeã da Copa São Paulo[36]
- 2009- Campeã do  Jogos Regionais de Santo André[35]
- 2009- Bronze do Campeonato Paulista
- 2008-09- 3º lugar da Superliga Brasileira A [33]
- 2008- Campeã do Jogos Abertos de Piracicaba[30]
- 2008- Campeã da Copa Brasil[29]
- 2008- Bronze do Campeonato Paulista
- 2007-08- 5º lugar da Superliga Brasileira A[21]
- 2007- Campeã do Jogos Abertos de Praia Grande[27]
- 2007- Vice-campeã do Campeonato Paulista[26]
- 2006-07- 5º lugar da Superliga Brasileira A[21]
- 2006- Vice-campeã do Campeonato Paulista[25]
- 2006- Campeã do Jogos Abertos de São Bernardo do Campo[24]
- 2006- Campeã dos Jabs [carece de fontes?]
- 2006- 3º lugar do Copa São Paulo[22]
- 2005-06- 4º lugar da Superliga Brasileira A[21]
- 2005- 3º lugar do Campeonato Paulista
- 2005- Campeã do Jogos Abertos de Botucatu[19]
- 2004-05– 7º lugar da Superliga Brasileira A [2]
- 2004- Campeã do Jabs[2]
- 2004- Campeã do  Jogos Regionais de Cotia[2]
- 2004- Vice-campeã do Jogos Abertos de Barretos [2]
- 2003-04– 3º lugar da Superliga Brasileira A[17]
- 2003-4º lugar dos Jogos Pan-Americanos (Santo Domingo,  República Dominicana)[3]
- 1999-Campeã do Campeonato Brasileiro de Seleções Infanto-Juvenil(1ª divisão) [7]

## Premiações Individuais
- Melhor Ponteira do Campeonato Sul-Americano de Clubes de 2014[52]